# Multicolor
Multicolor is een nummer van de Nederlandse indierockband Son Mieux dat in april 2022 op single werd uitgebracht.

## Achtergrond
De single kent een vrolijk, zomers en dansbaar geluid. "Multicolor" leverde de band een grote hit op in Nederland. 
In week 16 van 2022 was de single de 1442e Megahit op NPO 3FM, in week 19 de 388e NPO Radio 2 TopSong op NPO Radio 2 en in 
week 28 van 2022 was de single 538 Favourite op Radio 538. 
Het werd hun eerste hit in de Nederlandse Top 40, waar de single de 4e positie behaalde. Hiermee was het de grootste hit voor Son Mieux tot dan toe. Op NPO 3FM werd de nummer 1-positie behaald in de laatste, op vrijdag 2 september 2022 uitgezonden publieke hitlijst Mega Top 30. In de 538 Top 50 werd de 2e positie behaald en in de Single Top 100 de 28e positie.
In België werd de single regelmatig op de radio gedraaid, maar behaalde desondanks géén notering in zowel de Vlaamse Ultratop 50, de Vlaamse Radio 2 Top 30 en de Waalse Ultratop 50.
In augustus 2022 was "Multicolor" de meest gedraaide plaat op de Nederlandse landelijke radiozenders (commercieel en publiek). De single heeft in Nederland de gouden status.

## Hitnoteringen

### Nederlandse Top 40
| Hitnotering: week 26 t/m 47 in 2022 | Hitnotering: week 26 t/m 47 in 2022 | Hitnotering: week 26 t/m 47 in 2022 | Hitnotering: week 26 t/m 47 in 2022 | Hitnotering: week 26 t/m 47 in 2022 | Hitnotering: week 26 t/m 47 in 2022 | Hitnotering: week 26 t/m 47 in 2022 | Hitnotering: week 26 t/m 47 in 2022 | Hitnotering: week 26 t/m 47 in 2022 | Hitnotering: week 26 t/m 47 in 2022 | Hitnotering: week 26 t/m 47 in 2022 | Hitnotering: week 26 t/m 47 in 2022 | Hitnotering: week 26 t/m 47 in 2022 | Hitnotering: week 26 t/m 47 in 2022 | Hitnotering: week 26 t/m 47 in 2022 | Hitnotering: week 26 t/m 47 in 2022 | Hitnotering: week 26 t/m 47 in 2022 | Hitnotering: week 26 t/m 47 in 2022 | Hitnotering: week 26 t/m 47 in 2022 | Hitnotering: week 26 t/m 47 in 2022 | Hitnotering: week 26 t/m 47 in 2022 | Hitnotering: week 26 t/m 47 in 2022 | Hitnotering: week 26 t/m 47 in 2022 | Hitnotering: week 26 t/m 47 in 2022 |
| Week:                               | 26                                  | 27                                  | 28                                  | 29                                  | 30                                  | 31                                  | 32                                  | 33                                  | 34                                  | 35                                  | 36                                  | 37                                  | 38                                  | 39                                  | 40                                  | 41                                  | 42                                  | 43                                  | 44                                  | 45                                  | 46                                  | 47                                  |                                     |
| ----------------------------------- | ----------------------------------- | ----------------------------------- | ----------------------------------- | ----------------------------------- | ----------------------------------- | ----------------------------------- | ----------------------------------- | ----------------------------------- | ----------------------------------- | ----------------------------------- | ----------------------------------- | ----------------------------------- | ----------------------------------- | ----------------------------------- | ----------------------------------- | ----------------------------------- | ----------------------------------- | ----------------------------------- | ----------------------------------- | ----------------------------------- | ----------------------------------- | ----------------------------------- | ----------------------------------- |
| Positie:                            | 36                                  | 25                                  | 17                                  | 13                                  | 12                                  | 12                                  | 10                                  | 9                                   | 8                                   | 5                                   | 4                                   | 4                                   | 6                                   | 6                                   | 6                                   | 7                                   | 9                                   | 11                                  | 20                                  | 29                                  | 37                                  | 40                                  | uit                                 |

### Single Top 100
| Hitnotering: 02-07-2022 t/m 26-11-2022 | Hitnotering: 02-07-2022 t/m 26-11-2022 | Hitnotering: 02-07-2022 t/m 26-11-2022 | Hitnotering: 02-07-2022 t/m 26-11-2022 | Hitnotering: 02-07-2022 t/m 26-11-2022 | Hitnotering: 02-07-2022 t/m 26-11-2022 | Hitnotering: 02-07-2022 t/m 26-11-2022 | Hitnotering: 02-07-2022 t/m 26-11-2022 | Hitnotering: 02-07-2022 t/m 26-11-2022 | Hitnotering: 02-07-2022 t/m 26-11-2022 | Hitnotering: 02-07-2022 t/m 26-11-2022 | Hitnotering: 02-07-2022 t/m 26-11-2022 | Hitnotering: 02-07-2022 t/m 26-11-2022 | Hitnotering: 02-07-2022 t/m 26-11-2022 | Hitnotering: 02-07-2022 t/m 26-11-2022 | Hitnotering: 02-07-2022 t/m 26-11-2022 | Hitnotering: 02-07-2022 t/m 26-11-2022 | Hitnotering: 02-07-2022 t/m 26-11-2022 | Hitnotering: 02-07-2022 t/m 26-11-2022 | Hitnotering: 02-07-2022 t/m 26-11-2022 | Hitnotering: 02-07-2022 t/m 26-11-2022 | Hitnotering: 02-07-2022 t/m 26-11-2022 | Hitnotering: 02-07-2022 t/m 26-11-2022 |
| Week:                                  | 27                                     | 28                                     | 29                                     | 30                                     | 31                                     | 32                                     | 33                                     | 34                                     | 35                                     | 36                                     | 37                                     | 38                                     | 39                                     | 40                                     | 41                                     | 42                                     | 43                                     | 44                                     | 45                                     | 46                                     | 47                                     |                                        |
| -------------------------------------- | -------------------------------------- | -------------------------------------- | -------------------------------------- | -------------------------------------- | -------------------------------------- | -------------------------------------- | -------------------------------------- | -------------------------------------- | -------------------------------------- | -------------------------------------- | -------------------------------------- | -------------------------------------- | -------------------------------------- | -------------------------------------- | -------------------------------------- | -------------------------------------- | -------------------------------------- | -------------------------------------- | -------------------------------------- | -------------------------------------- | -------------------------------------- | -------------------------------------- |
| Positie:                               | 72                                     | 49                                     | 35                                     | 30                                     | 32                                     | 28                                     | 29                                     | 26                                     | 24                                     | 24                                     | 28                                     | 25                                     | 30                                     | 31                                     | 35                                     | 37                                     | 51                                     | 58                                     | 75                                     | 73                                     | 89                                     | uit                                    |

### NPO Radio 2 Top 2000
| Nummer met noteringen in de NPO Radio 2 Top 2000 | '22 | '23 | '24 |
| ------------------------------------------------ | --- | --- | --- |
| Multicolor                                       | 179 | 82  | 132 |

1. ↑  Een vetgedrukt getal geeft de hoogste notering aan.
2. ↑  2022 was het eerste jaar met een notering voor dit nummer.